# جون بي بانكهيد
جون بي بانكهيد (بالإنجليزية: John P. Bankhead)‏ هو ضابط أمريكي، ولد في 12 مارس 1821 في James Island (South Carolina) ‏ في الولايات المتحدة، وتوفي في 27 أبريل 1867.